# Thalictrum obovatum
Thalictrum obovatum är en ranunkelväxtart som beskrevs av Blatter. Thalictrum obovatum ingår i släktet rutor, och familjen ranunkelväxter. Inga underarter finns listade i Catalogue of Life.